# Geolycosa appetens
Geolycosa appetens là một loài nhện trong họ Lycosidae.
Loài này thuộc chi Geolycosa. Geolycosa appetens được Carl Friedrich Roewer miêu tả năm 1960.